# ジェフェルソン・ゴメス
ジェフェルソン・ホセ・ゴメス・ヘネス（Jeferson José Gómez Genes 、1996年6月22日 - ）は、コロンビア・バランキージャ出身のプロサッカー選手。ポジションは、ディフェンダー（センターバック）。

## タイトル

### クラブ
ジュニオール
- カテゴリア・プリメーラA: 2018-II, 2019-I
- コパ・コロンビア: 2017
- スーペルリーガ・コロンビアーナ: 2019, 2020